# Rekord świata w pojedynczym ułożeniu kostki Rubika
Poniżej znajduje się wykaz historycznych rekordów w pojedynczym ułożeniu kostki Rubika 3×3×3.

## Historia rekordu
| Zawodnik          | Data                 | Zawody                          | Wynik [s] | Film   |
| ----------------- | -------------------- | ------------------------------- | --------- | ------ |
| Minh Thai         | 5 czerwca 1982       | World Championship 1982         | 22,95     | [ 1 ]  |
| Dan Knights       | 23 sierpnia 2003     | World Championship 2003         | 16,71     | —      |
| Jess Bonde        | 23 sierpnia 2003     | World Championship 2003         | 16,53     | [ 2 ]  |
| Shotaro Makisumi  | 24 stycznia 2004     | Caltech Winter competition 2004 | 15,07     | —      |
| Shotaro Makisumi  | 24 stycznia 2004     | Caltech Winter competition 2004 | 14,76     | [ 3 ]  |
| Shotaro Makisumi  | 3 kwietnia 2004      | Caltech Spring competition 2004 | 13,93     | —      |
| Shotaro Makisumi  | 3 kwietnia 2004      | Caltech Spring competition 2004 | 13,89     | —      |
| Shotaro Makisumi  | 3 kwietnia 2004      | Caltech Spring competition 2004 | 12,11     | [ 4 ]  |
| Jean Pons         | 16 października 2005 | Dutch Open 2005                 | 11,75     | [ 5 ]  |
| Leyan Lo          | 14 stycznia 2006     | Caltech Winter competition 2006 | 11,13     | [ 6 ]  |
| Toby Mao          | 4 sierpnia 2006      | US Championship 2006            | 10,48     | [ 7 ]  |
| Edouard Chambon   | 24 lutego 2007       | Belgian Open 2007               | 10,36     | [ 8 ]  |
| Thibaut Jacquinot | 5 maja 2007          | Spanish Open 2007               | 9,86      | —      |
| Erik Akkersdijk   | 13 października 2007 | Dutch Open 2007                 | 9,77      | [ 9 ]  |
| Ron van Bruchem   | 24 listopada 2007    | Dutch Championships 2007        | 9,55      | —      |
| Edouard Chambon   | 23 lutego 2008       | Murcia Open 2008                | 9,18      | [ 10 ] |
| Yu Nakajima       | 5 maja 2008          | Kashiwa Open 2008               | 8,72      | [ 11 ] |
| Erik Akkersdijk   | 12 lipca 2008        | Czech Open 2008                 | 7,08      | [ 12 ] |
| Feliks Zemdegs    | 13 listopada 2010    | Melbourne Cube Day 2010         | 7,03      | [ 13 ] |
| Feliks Zemdegs    | 13 listopada 2010    | Melbourne Cube Day 2010         | 6,77      | [ 14 ] |
| Feliks Zemdegs    | 29 stycznia 2011     | Melbourne Summer Open 2011      | 6,65      | [ 15 ] |
| Feliks Zemdegs    | 7 maja 2011          | Kubaroo Open 2011               | 6,24      | [ 16 ] |
| Feliks Zemdegs    | 25 czerwca 2011      | Melbourne Winter Open 2011      | 6,18      | [ 17 ] |
| Feliks Zemdegs    | 25 czerwca 2011      | Melbourne Winter Open 2011      | 5,66      | [ 18 ] |
| Mats Valk         | 2 marca 2013         | Zonhoven Open 2013              | 5,55      | [ 19 ] |
| Collin Burns      | 25 kwietnia 2015     | Doylestown Spring 2015          | 5,25      | [ 20 ] |
| Lucas Etter       | 21 listopada 2015    | River Hill Fall 2015            | 4,90      | [ 21 ] |
| Mats Valk         | 6 listopada 2016     | Jawa Timur Open 2016            | 4,74      | [ 22 ] |
| Feliks Zemdegs    | 11 grudnia 2016      | POPS Open 2016                  | 4,73      | [ 23 ] |
| Patrick Ponce     | 2 września 2017      | Rally in the Valley 2017        | 4,69      | [ 24 ] |
| Cho Seung-beom    | 28 października 2017 | ChicaGhosts 2017                | 4,59      | [ 25 ] |
| Feliks Zemdegs    | 27 stycznia 2018     | Hobart Summer 2018              | 4,59      | [ 26 ] |
| Feliks Zemdegs    | 6 maja 2018          | Cube for Cambodia 2018          | 4,22      | [ 27 ] |
| Yusheng Du        | 24 listopada 2018    | Wuhu Open 2018                  | 3,47      | [ 28 ] |
| Max Park          | 11 czerwca 2023      | Pride in Long Beach 2023        | 3,13      | [ 29 ] |